# Quiz Show: El dilema
Quiz Show, conocida en español como Quiz Show: El dilema, es una película dramática estadounidense de 1994 dirigida por Robert Redford, y escrita por Paul Attanasio, basándose en las memorias de Richard N. Goodwin, Remembering America: A Voice From the Sixties. El filme fue protagonizado por John Turturro, Rob Morrow y Ralph Fiennes, con participaciones secundarias de Paul Scofield, David Paymer, Hank Azaria y Christopher McDonald.
La película narra los escándalos relacionados con el programa de concursos Twenty One en la década de 1950, el ascenso y la caída del popular concursante Charles Van Doren después de la derrota arreglada de Herb Stempel y las investigaciones posteriores de Richard Goodwin. Aunque la cinta fue una decepción a nivel comercial, recibió críticas positivas en su mayoría y fue nominada a varios premios, incluyendo el Óscar a la mejor película y varios Premios Globo de Oro. Se llevó el premio del Círculo de Críticos de Cine de Nueva York a la mejor película y el premio BAFTA al mejor guion adaptado.

## Argumento
Desde la cámara acorazada de un banco, las respuestas a Veintiuno, un concurso de televisión de máxima audiencia, se envían a un estudio de televisión mientras los productores Dan Enright y Albert Freedman lo ven desde la cabina de control. La atracción principal de la noche es el residente de Queens, Herb Stempel, el campeón reinante, que responde pregunta tras pregunta. Sin embargo, tanto la cadena como el patrocinador del programa, un tónico suplementario llamado Geritol, averiguan que los índices de audiencia de Stempel están empezando a bajar, dando a entender que el programa se beneficiaría de un nuevo talento.
Enright y Freedman encuentran a un nuevo concursante en el profesor de la Universidad de Columbia, Charles Van Doren, hijo del renombrado poeta e intelectual Mark Van Doren y la novelista Dorothy Van Doren. Los productores le ofrecen sutilmente arreglar el programa para él, pero Van Doren lo rechaza. Enright pronto invita a Stempel a cenar en un restaurante, donde le revela la noticia de que debe perder para recuperar los índices de audiencia. Stempel acepta, solo a condición de que permanezca en la televisión, amenazando con revelar la verdadera razón de su éxito: le daban las respuestas.
Stempel y Van Doren se enfrentan en Veintiuno, donde el concurso llega a una pregunta predeterminada en relación con Marty, la película ganadora de 1955 de los Premios de la Academia como mejor película. A pesar de saber la película correcta, Stempel da una respuesta equivocada, permitiendo a Van Doren contestar una pregunta que previamente había preparado mientras estaba en las oficinas de Enright; Van Doren da la respuesta ganadora. 
En las siguientes semanas, el éxito ganador de Van Doren le convierte en una celebridad nacional. Abrumado por la nueva presión, empieza a dejar que los productores le den directamente las respuestas, en lugar de buscarlas él mismo. Mientras tanto, Stempel, habiendo perdido sus ganancias en el concurso al dárselas a un corredor de apuestas, empieza a amenazar con tomar acciones legales contra la cadena NBC después de que pasen semanas sin su prometida vuelta a la televisión.
Dick Goodwin, un joven abogado del Congreso procedente de la Universidad de Harvard, viaja a Nueva York para investigar los rumores de los concursos amañados. Después de visitar a varios concursantes, incluyendo a Stempel y Van Doren, empieza a sospechar que el concurso Veintiuno es en realidad un montaje. Sin embargo, Stempel es una persona inestable y nadie parece corroborar que el programa esté amañado. Goodwin pasa un tiempo con Van Doren, y este le invita a reuniones sociales, y duda de que un hombre con el bagaje y el intelecto de Van Doren pudiera estar involucrado en el escándalo.
Stempel, desesperado, confiesa que él mismo está en el ajo, y sigue insistiendo en que él conseguía las respuestas de antemano y que Van Doren también. Con estas evidencias, Van Doren deliberadamente pierde, pero es recompensado con un contrato nada despreciable de la NBC para aparecer como invitado especial en el programa Today.
Mientras tanto, Goodwin presenta una denuncia ante el Comité Legislativo de Vistas, con extensas pruebas sobre la corrupción del programa. Goodwin encarecidamente aconseja a Van Doren que evite hacer cualquier declaración pública apoyando el concurso. Si él acepta el consejo, Goodwin promete no llamar a Van Doren ante el Comité del Congreso. Sin embargo, ante el jefe de la cadena NBC, Van Doren firma una declaración reafirmando su confianza sobre la honradez del concurso.
Stempel testifica ante el Congreso y, mientras hace esto, implica a Van Doren, forzando a Goodwin a llamarle como testigo. Van Doren comparece ante el Congreso y públicamente admite su papel en la conspiración. Después de esto, es informado por los periodistas de su despido de Today, al igual que de la decisión de la universidad de despedirlo.
Goodwin cree que está a las puertas de una victoria contra Geritol y la cadena de televisión, pero en lugar de eso se da cuenta de que Enright y Freedman no implicarán a sus jefes y se asegurarán sus propios futuros en la televisión; en silencio, observa el testimonio de los productores, exculpando a los patrocinadores y a la cadena de cualquier responsabilidad.

## Reparto
| Actor                | Personaje                           |
| -------------------- | ----------------------------------- |
| Ralph Fiennes        | Charles Van Doren                   |
| John Turturro        | Herb Stempel                        |
| Rob Morrow           | Richard N. "Dick" Goodwin           |
| David Paymer         | Dan Enright                         |
| Paul Scofield        | Mark Van Doren, padre de Charles    |
| Elizabeth Wilson     | Dorothy Van Doren, madre de Charles |
| Hank Azaria          | Albert Freedman                     |
| Christopher McDonald | Jack Barry                          |
| Adam Kilgour         | Thomas Merton                       |
| Johann Carlo         | Toby Stempel                        |
| Allan Rich           | Robert Kintner                      |
| Mira Sorvino         | Sandra Goodwin                      |
| George Martin        | Chairman                            |
| Paul Guilfoyle       | Lishman                             |
| Griffin Dunne        | Geritol Account Executive           |
| Michael Mantell      | Pennebaker                          |
| Martin Scorsese      | Martin Rittenhome                   |
| Neil Ross            | Twenty-One Announcer                |
| Barry Levinson       | Dave Garroway                       |
| Calista Flockhart    | Muchacha Barnard                    |

## La comparación histórica
Mientras la película promete retratar hechos reales, ha sido ampliamente criticada de tomarse libertades para crear sus propios héroes y villanos. La película presenta al investigador Goodwin, iniciando su persecución de Van Doren durante la temporada del concursante en 1956-1957 en "Veintiuno", cuando de hecho la investigación del Congreso, dirigida por Goodwin tuvo lugar en el verano de 1959. Otros se han quejado de que infla el papel de Goodwin en la investigación general y minimiza la investigación inicial, dirigida por el abogado Joseph Stone de la Oficina del Fiscal del Distrito del Condado de Nueva York, Frank Hogan.
Solo después de que el Juez Mitchell Schweitzer cerrara las evidencias del Gran Jurado de Nueva York en la investigación del verano de 1959, el Congreso inició su investigación. La película da por sentado que la NBC encomendó a Enright los deseos del patrocinador de Veintiuno, Geritol, de que Stempel debía ser reemplazado, con el presidente de la cadena, Bob Kintner (Allan Rich) diciendo a Enright: «Eres un productor, Dan. Produce». Ni Kintnet ni la NBC estuvieron nunca implicados en el escándalo y la NBC canceló el programa cuando se supo del mismo. Pero Enright afirmó antes de morir que las quejas de Geritol sobre la falta de drama y suspense en el primer episodio obligaron a la compañía a amañar el programa.
La película muestra que la victoria de Van Doren fue directa debido a la metedura de pata de Stempel; aunque la pregunta que aparece en la película era una que Stempel se suponía que fallaría (incluso aunque sabía la respuesta correcta), no acabó con el juego inmediatamente, sino que continuó con otro juego de desempate y terminó más tarde durante el programa. El episodio en el que Stemple fue derrotado (que subió las audiencias a un nuevo récord después de la victoria de Van Doren) fue emitido el 5 de diciembre de 1956, y fue el decimotercer episodio de la serie.
La película muestra al presentador Jack Barry rectificando ligeramente cuando un concursante, James Snodgrass, contesta correctamente en lugar de fallar en una pregunta en la cual se suponía que iba a fallar. Barry, el colega comercial y coproductor de Enright, nunca estuvo implicado en amañar el programa, pero encubrió a Enright una vez lo descubrió. Además, Monty Hall había reemplazado a Barry como presentador a principios de 1958 y estaba todavía presentando cuando surgió el escándalo.
La película no reconoce las prácticas engañosas de otros programas de concursos de los años 50, siendo los más destacados La pregunta de los 64.000 dólares, Dotto y el 3 en raya del mismísimo Barry Enright.
El periodista Ken Auletta, en un artículo de 1994 en el periódico The New Yorker, escribió que Redford admitió en una previu de la película ese verano que se había tomado una «licencia dramática» en la realización de Quiz Show (El dilema), al igual que muchas dramatizaciones basadas en hechos reales. Sin embargo, Auletta también informó de que Redford no dio ninguna disculpa por las licencias tomadas, diciendo que él había intentado «elevar algo de tal forma que la gente pudiera verlo… Si no, habrían visto un documental». Robert Redford apuntó que había ya un documental sobre el escándalo, haciendo referencia al trabajo producido por Julian Krainin para una serie de la PBS de 1991, The American Experience. Krainin, al igual que Goodwin, fue un coproductor de la película Quiz Show (El dilema).
En una edición del periódico The New Yorker, de julio de 2008, Charles Van Doren escribió sobre los hechos mostrados en la película, estando de acuerdo con muchos de los detalles, pero además dijo que tenía una novia formal mientras estuvo en el concurso Veintiuno, que no está presente en la película. Van Doren también indicó que él continuó enseñando, al contrario del epílogo de la película, que afirmaba que nunca volvió a hacerlo.

## Recibimiento

### Taquilla
La película tuve un estreno limitado el 14 de septiembre de 1994 y recaudó un total de 24.822.619 dólares en Estados Unidos.

### Crítica
Quiz Show alcanzó un 96% de críticas positivas en Rotten Tomatoes. El crítico de cine Roger Ebert puntuó al filme con un 3,5 sobre 4 y se refirió al guion como "inteligente, sutil y despiadado». Otro crítico, James Berardinelli elogió la «excelente actuación de Fiennes» y comentó: «John Turturro es excepcional como el sin carisma Herbie Stempel».

### Premios
Oscar 1994
| Categoría              | Persona        | Resultado |
| ---------------------- | -------------- | --------- |
| Mejor película         | Mejor película | Candidato |
| Mejor director         | Robert Redford | Candidato |
| Mejor actor de reparto | Paul Scofield  | Candidato |
| Mejor guion adaptado   | Paul Attanasio | Candidato |